# Церква святого апостола Івана Богослова (Блищанка)

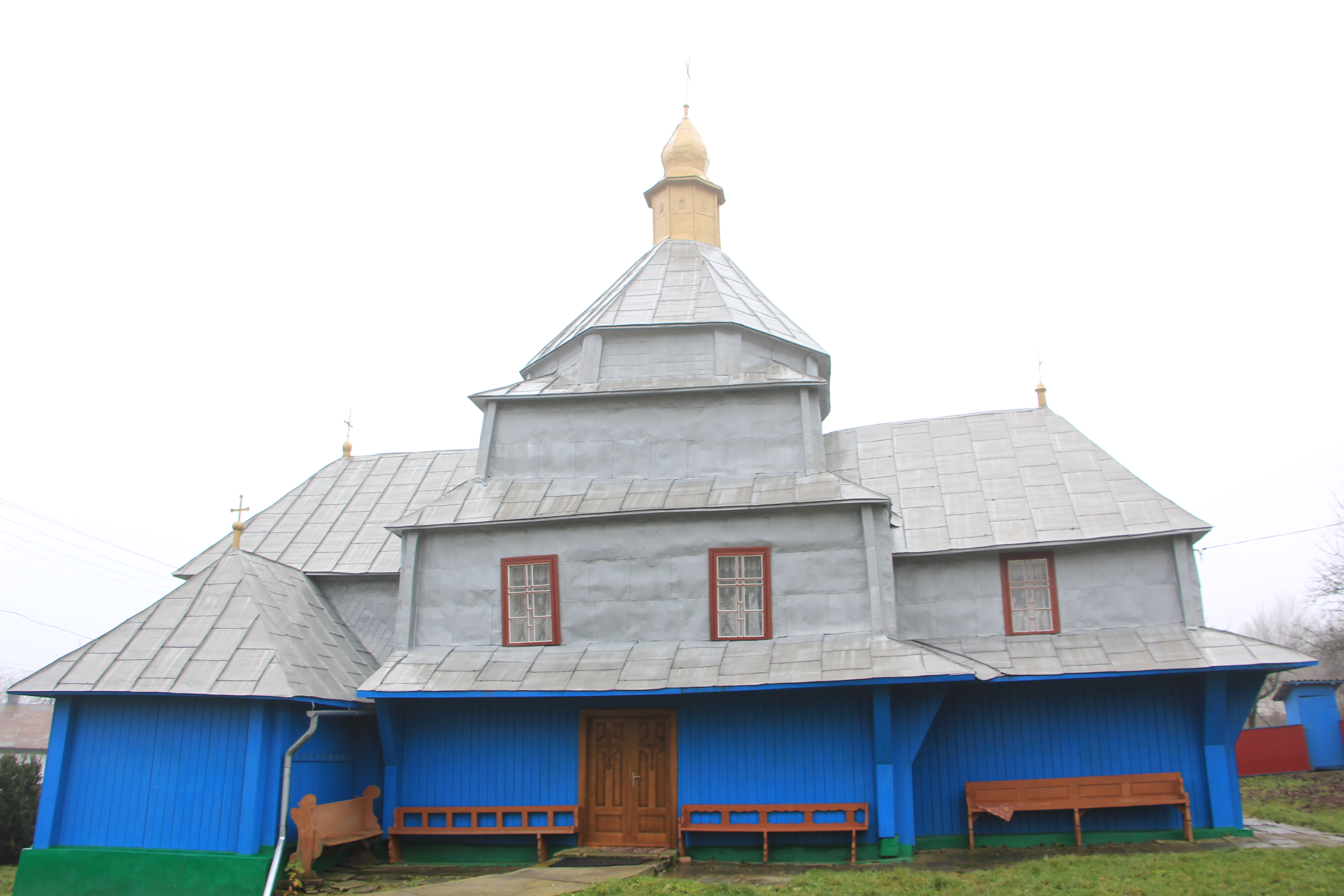
Церква ПЦУ

Церква святого апостола Івана Богослова в Блищанці — однойменна парафія греко-католицької та православної громад у селі Блищанка Чортківського району Тернопільської области.
Дерев'яна церква та дзвіниця оголошені пам'ятками архітектури місцевого значення (охоронні номери 487/1, 487/2).

## Історія церкви
Перша згадка про греко-католицьку церкву в селі датується 1869 роком. Вона була побудована за допомогою теслярів-гуцулів та матеріалів, наданих дідичем Людвіком Островським. Спочатку церква була покрита ґонтом, а наприкінці 1950-х років її перекрили бляхою.
З 1961 по 1989 рік церква не діяла, і жителі села були змушені ходити на богослужіння до сусіднього села Гриньківці, що знаходилося за 5 км.
На початку 1990-х років у селі виникли дві релігійні громади — православна та греко-католицька. Вони спільно ремонтували та розписували церкву Святого Апостола Івана Богослова, і протягом року там відбувалися спільні богослужіння. Однак у 1990 році храм залишився за православною громадою (спочатку Московського патріархату, тепер ПЦУ).
Греко-католики, не маючи власного храму, деякий час проводили богослужіння біля хреста «В пам'ять даної свободи». Через міжконфесійну напругу греко-католиків не допускали до церкви. Щоб вирішити цю ситуацію, їм виділили приміщення в сільраді. З 1999 року богослужіння греко-католицької громади відбуваються в облаштованому під церкву римо-католицькому костелі.
При парафії діють братство «Апостольство молитви» та спільнота «Матері в молитві».

## Парохи
- о. Ярослав Шмиглик (1994—2012),
- о. Володимир Рачковський (з лютого 2012).